# فلودوی (آرکانزاس)
فلودوی (به انگلیسی: Floodway) یک منطقهٔ مسکونی در ایالات متحده آمریکا است که در شهرستان میسیسیپی، آرکانزاس واقع شده‌است. فلودوی ۷۱٫۹۳ متر بالاتر از سطح دریا واقع شده‌است.